# الرومانية الكاثوليكية في باراغواي

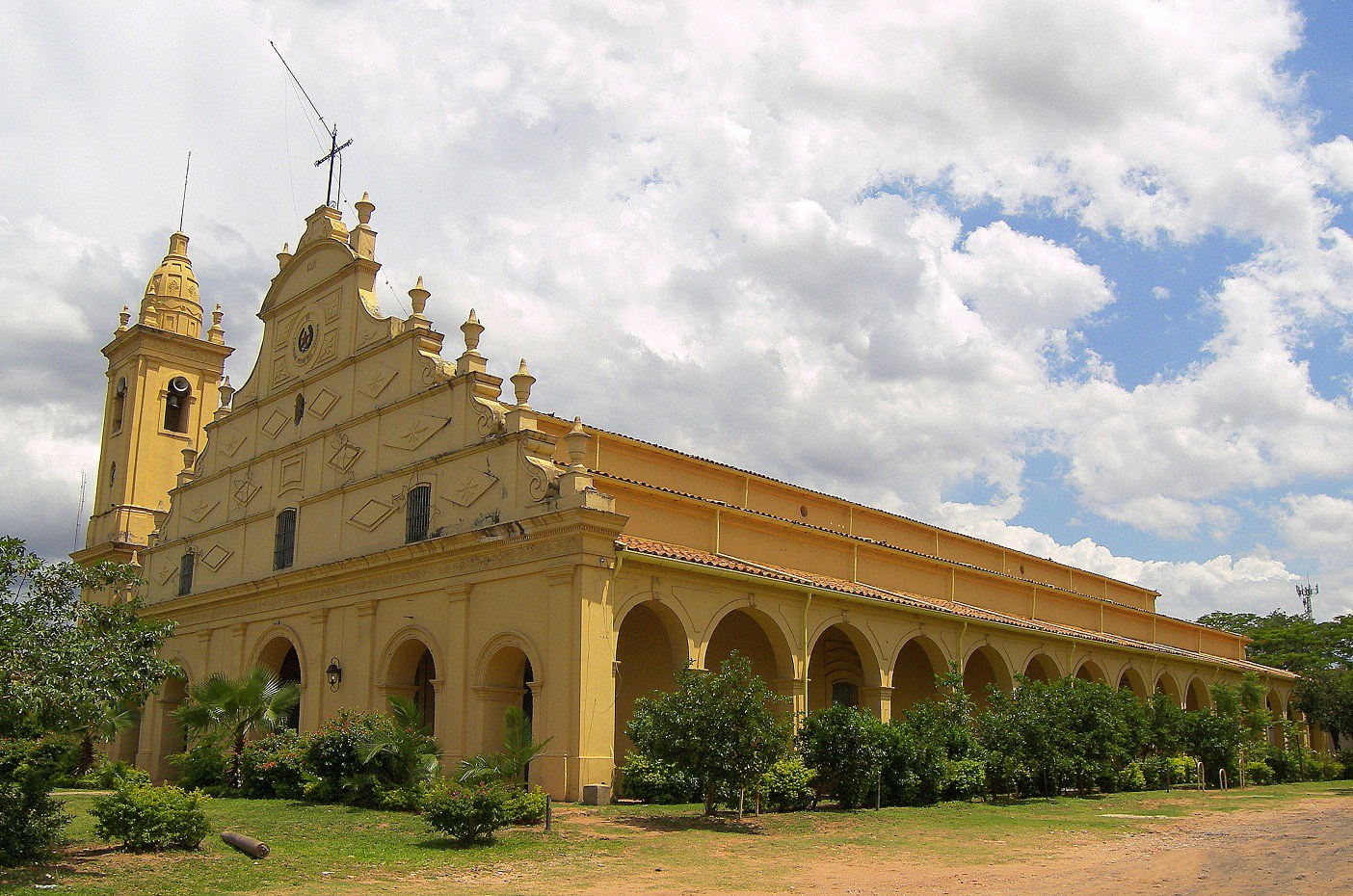
كاتدرائية دي لا سانتيسما ترينيداد أسونسيون.

حسب احصاء 2002 يعتنق 89.9% من السكان في الباراغواي المسيحية الكاثوليكية، مقابل حوالي 6.2% البروتستانتية الإنجيلية و1.1% طوائف مسيحية أخرى. الكاثوليكية منذ فترة طويلة هي الدين الأكثر انتشار في باراغواي، وأنشأت أسقفية أسونسيون في عام 1547. غالبية المسؤولين الحكوميين في البلاد هم من الكاثوليك وتعتبر عدد من المهرجانات الكاثوليكية أيام عطل رسمية منها خميس العهد، الجمعة العظيمة، عيد انتقال العذراء في 15 أغسطس، عيد الحبل بلا دنس وعيد الميلاد.
يحج العديد من المواطينين في البارغواي بمناسبة عيد الحبل بلا دنس يحجون إلى موقع الحج في مدينة Caacupé. كنيسة Caccupe تحتوي على تمثال صغير لسيدة المعجزات. زار البابا يوحنا بولس الثاني الموقع في عام 1987. وتملك الكنيسة "جامعة يونيفرسيداد كاتوليكا" وهي مركزها الثقافي والفكري في البلاد.